# Karel Kosík
Karel Kosík (Praga, 26 de juny de 1926 – 21 de febrer de 2003) fou un filòsof txecoslovac marxista.

## Biografia
Ingressà a l'organització clandestina de la resistència antifeixista des de Předvoj. Fou editor en cap del periòdic comunista il·legal Boj mladých (La Lluita dels Joves) fins que fou arrestat per la Gestapo el 17 de novembre de 1944. Fou jutjat per alta traïció i enviat al Camp de concentració de Theresienstadt, on estigué empresonat des del 30 de gener fins al 5 de maig de 1945.
Entre 1945 i 1947 Kosík estudià Filosofia i Sociologia a la Universitat Carolina de Praga. Entre 1947 i 1949 assistí a diversos cursos a la Universitat de Leningrad i la Universitat Estatal de Moscou. Des de 1953 treballà a l'Institut Filosòfic de l'Acadèmia de Ciències de Txecoslovàquia. El 1956 publicà un article crític sobre Hegel, que aixecà polseguera.
Propicià importants debats filosòfics entre els marxistes, organitzà trobades a Txecoslovàquia i participà en esdeveniments de discussió teòrica a Itàlia, França i Mèxic. Participà, amb l'article "L'home i la filosofia" al volum col·lectiu, editat per Erich Fromm que tingué per títol Humanisme socialista.
Kosík participà en la primavera de Praga, d'allí en endavant, perdé els seus càrrecs com a docent i no aparegué més públicament fins a 1989, malgrat seguí escrivint en privat. El 25 d'abril de 1975 casa seva fou violada i la policia política confiscà manuscrits filosòfics inèdits seus, entre els quals eren les obres “De la pràctica” i “De la veritat”. El 1990 tornà a la universitat i dictà conferències fins a 1992. Treballà després a l'Institut Filosòfic.

## Pensament filosòfic
Kosík no considerava la dialèctica marxista com una gran ontologia i optà per una ontologia praxiològica, és a dir, centrada en la praxi històrica de la humanitat. Considerava el Marxisme com una filosofia política militant i activista, una filosofia de la praxi. Presenta una original síntesi de la fenomenologia i les idees de Karl Marx, basant-se en els escrits tant de la seva joventut com de la seva maduresa. Les seves concepcions sobre l'humanisme marxista tingueren com principal contradictor a Louis Althusser.
Criticà a Edmund Husserl i a la concepció fenomenològica d'"anar a les coses mateixes" a través de la intuïció immediata, perquè considerava que no existeix un món preideològic ni prediscursiu a part del món històric de la praxi. Criticà a Martin Heidegger perquè segons ell, concebia la praxi humana només como activitat manipuladora però no sota la seva dimensió d'obertura d'un nou món humanitzat pel mateix ésser humà, per sobre el món de les coses i la natura i perquè quan la metafísica heideggeriana menyspreava la vida quotidiana de les grans urbs per l'"oblit de l'ésser", amb prou feines es recloïa al cor recòndit de l'home sense considerar l'alienació històrica que genera el capitalisme fetitxista.
Després d'haver estat víctima de la repressió de la burocràcia soviètica Kosík continuà essent un pensador Marxista i Revolucionari. A l'article “La lumpenburgesia, la democràcia i la veritat espiritual” (1990), Kosík caracteritza al nou sector dominant als països d'Europa oriental, com una “lumpenburgesia que recluta als seus membres entre els nous rics, però que a diferència de la burgesia normal, aquestos no dubten davant l'estafa, ni front a l'associació amb l'ambient o les organitzacions mafioses”; tornà a impugnar la invasió soviètica de 1968 i rebutjà com falsa la identificació que es feia entorn de la dictadura burocràtica del dit “socialisme real” i el comunisme.

## Obres
- Česká radikální demokracie (Democràcia Radical Txeca), Praga 1958
- Dialektika konkrétního (Dialèctica del Concret), Praga 1963, 1965, 1966
  - Traducció al Català: Dialèctica del Concret, Barcelona 1970, Edicions 62
- Moral und Gesellschaft (Moralitat i Societat), Frankfurt am Mein 1968, 1970
- La nostra crisi attuale (La Nostra Crisi Actual), Roma 1969, Barcelona 1971
- Století Markéty Samsové (El segle de Marketa Samsova), 1993, 1995
- Jinoch a smrt (Joventut i Mort), Praga 1995
- Předpotopní úvahy (Pensaments Davantdiluvians), Praga 1997
- Poslední eseje (Assajos pòstums), Praga 2004